# Jagdstaffel 56
La Jagdstaffel 56 (in tedesco: Königlich Preußische Jagdstaffel Nr 56, abbreviato in Jasta 56) era una squadriglia (staffel) da caccia della componente aerea del Deutsches Heer, l'esercito dell'Impero tedesco, durante la prima guerra mondiale (1914-1918).

## Storia
La Jagdstaffel 56 venne fondata presso la scuola di addestramento piloti e osservatori di Paderborn il 20 ottobre 1917, ma fu ufficialmente varata il 1º gennaio 1918. La nuova squadriglia diventò operativa il 9 gennaio e 5 giorni dopo fu messa a supporto della 2ª Armata. Il 9 febbraio prese parte per la prima volta ad una missione aerea e il 19 febbraio la squadriglia ottenne la prima vittoria aerea. L'11 aprile 1918 la squadriglia venne incorporata nel Jagdgruppe 6 e posta al servizio della 4ª Armata dove rimarrà fino alla fine della guerra.
Ludwig Beckmann fu l'ultimo Staffelführer (comandante) della Jagdstaffel 56 dall'agosto 1918 fino alla fine della guerra.
Alla fine della prima guerra mondiale alla Jagdstaffel 56 vennero accreditate 63 vittorie aeree. Di contro, la Jasta 56 perse 7 piloti oltre a 4 piloti feriti in azione, 2 feriti in incidente aereo ed 1 preso come prigioniero

## Lista dei comandanti della Jagdstaffel 56
Di seguito vengono riportati i nomi dei piloti che si succedettero al comando della Jagdstaffel 56.
| Grado        | Nome            | Periodo                           |
| ------------ | --------------- | --------------------------------- |
| Oberleutnant | Franz Schleiff  | 9 gennaio 1918 – 27 marzo 1918    |
| Leutnant     | Dieter Collin   | 27 marzo 1918 - 13 agosto 1918    |
|              | Ludwig Beckmann | 13 agosto 1918 - 11 novembre 1918 |

## Lista delle basi utilizzate dalla Jagdstaffel 56
- Neuvilly, Francia: 14 gennaio 1918
- Mons-en-Chausee: 26 marzo 1918
- Ingelmunster, Belgio: 11 aprile 1918
- Rumbeke East, Belgio: 5 maggio 1918
- Croulshouten: 30 settembre 1918